# The Hurt That Will Happen
«La Herida que Sucederá» —título original en inglés: «The Hurt That Will Happen»— es el segundo episodio de la quinta temporada de la serie de televisión posapocalíptica, horror Fear the Walking Dead. Se estrenó el 9 de junio de 2019. Estuvo dirigido por Jessica Lowrey y en el guion estuvo a cargo de Alex Delyle.

## Trama
Después de encontrar otro obstáculo que advierte de alta radiación mientras busca al desaparecido Al, Morgan encuentra a una mujer llamada Grace mientras envía a dos caminantes a una trampa. Grace explica que debido a un colapso de una planta de energía en el año anterior, hay más de sesenta caminantes radiactivos en el área. Simplemente acercarse a los caminantes corre el riesgo de que los sobrevivientes que uno se contamine, lo que provocará que Morgan pierda permanentemente su bastón de combate contaminado. Como exgerente de operaciones de la planta, Grace se culpa a sí misma por la muerte de sus amigos y tiene la misión de encontrar y eliminar a los caminantes radiactivos, ella misma con una enfermedad terminal con enfermedad por radiación. John y June localizan el campamento de donde posiblemente vinieron Max y sus hermanos solo para descubrir que los residentes sucumbieron a la enfermedad por radiación después de luchar contra una manada de caminantes radiactivos. Grace sale por su cuenta para cazar al resto, prometiendo mantenerse en contacto. Al mismo tiempo, Víctor localiza a Daniel Salazar quien lo ayuda a hacer contacto con Luciana. Aunque convencido del problema, Daniel se niega a prestarle su avión a Víctor, quien cree que solo empeorará las cosas en función de sus experiencias pasadas. Después de desmayarse tras el ataque de un caminante, Luciana se despierta y descubre que alguien le ha cortado las cabezas de los caminantes y las ha colgado de una valla publicitaria en la parada de camiones, lo que hace que el grupo se convenza de que se están acercando a algo que alguien no los quiere ver.

## Recepción

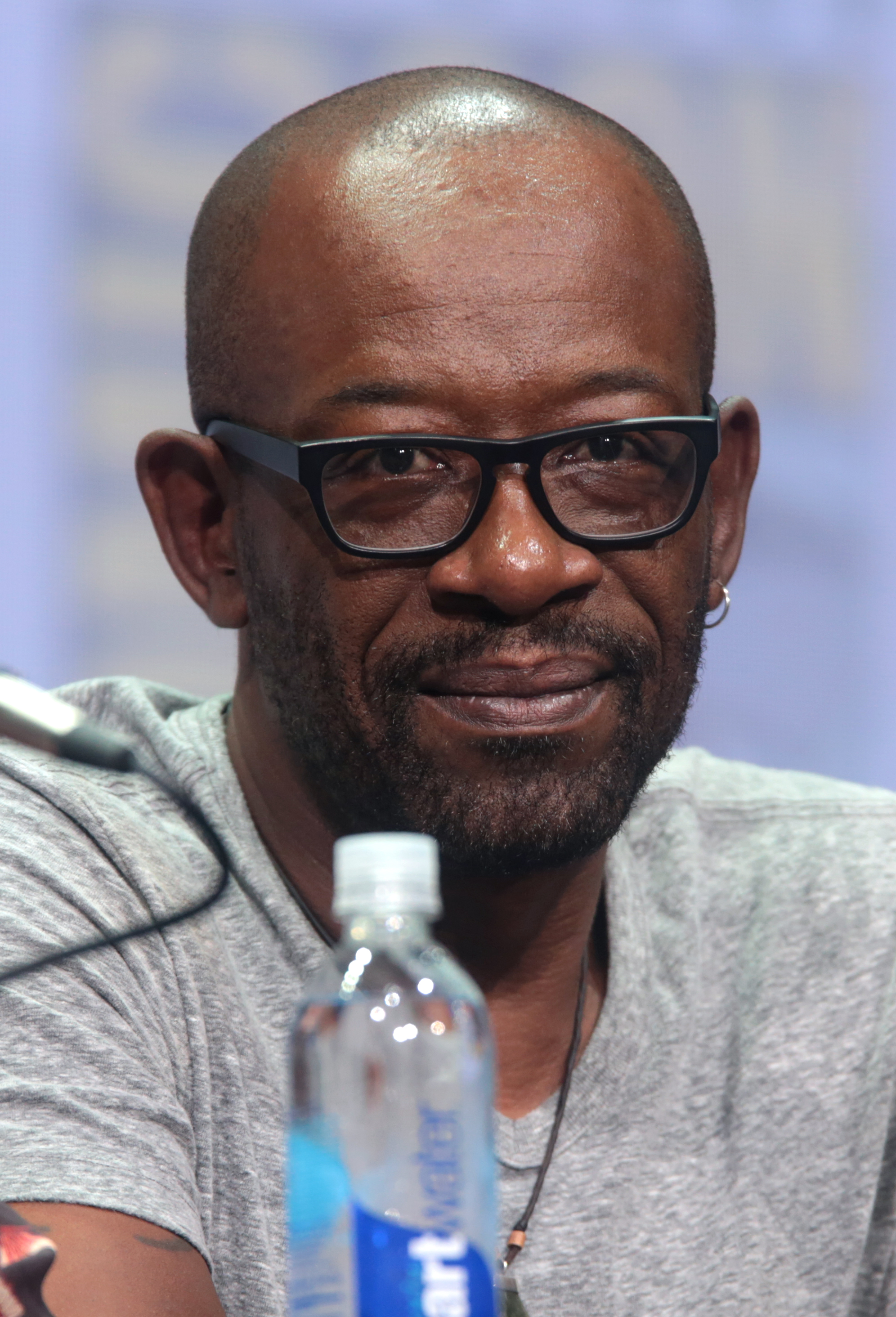
Lennie James, quien interpreta a Morgan Jones, recibió críticas positivas por su actuación.

"The Hurt That Will Happen" recibió críticas mixtas de los críticos. En Rotten Tomatoes, el episodio obtuvo una calificación del 62%, con un puntaje promedio de 7.38/10 basado en 13 reseñas. El consenso crítico  dice; "'The Hurt That Will Happen' introduce una nueva innovación prometedora en la tradición de The Walking Dead: ¡zombis radiactivos! - pero el ritmo de esta entrega es tan letárgico como un caminante".
Escribiendo para Tell-Tale TV, Nick Hogan le dio una calificación de 2.5 / 5 y dijo: "En última instancia, las escenas de Strand/Daniel y las otras escenas expositivas son dos caras de la misma moneda. Fear the Walking Dead es mucho mejor mostrar cuando se profundiza con los personajes que ha desarrollado, en lugar de intentar exagerar la trama."
C.H. Newell, quien escribe para Father Son Holy Gore elogió el episodio y dijo: "Un gran episodio. Me encanta ver la radiación allí, haciendo que los zombies sean aún más desagradables de lo habitual. Es un pequeño gran giro". Alexander Zalben de Decider elogió el desarrollo de Morgan Jones (interpretado por Lennie James) durante el episodio y escribió: "Se le dijo a [Morgan] que se quitara la ropa ... Incluyendo su anillo de bodas. Ese es el punto de la escena, por el camino, para mostrar cuánto ha crecido Morgan".

### Calificaciones
El episodio fue visto por 1,69 millones de espectadores en los Estados Unidos en su fecha de emisión original, muy por debajo del episodios anterior.